# Чивито

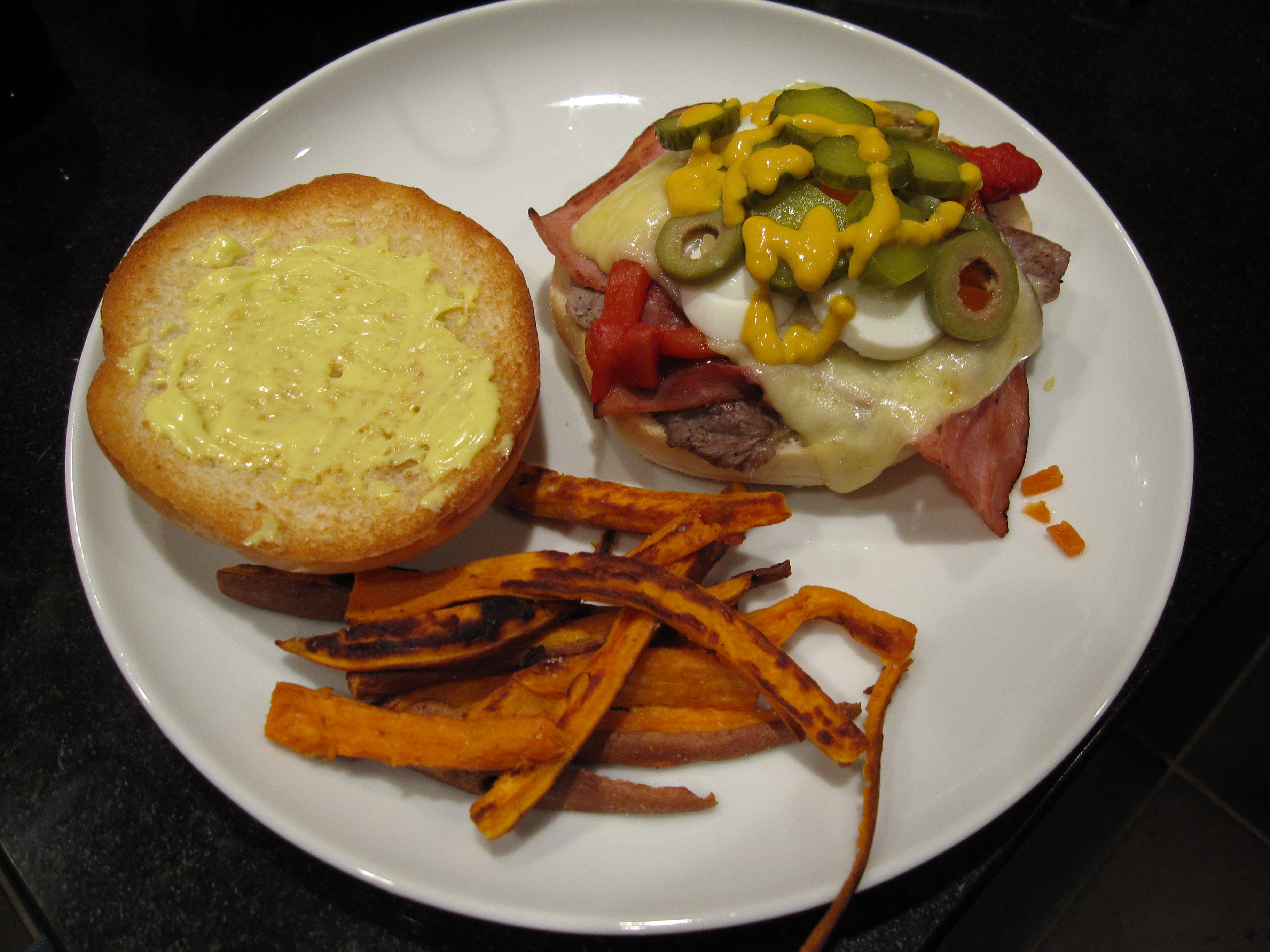
Ингредиенты сэндвича чивито

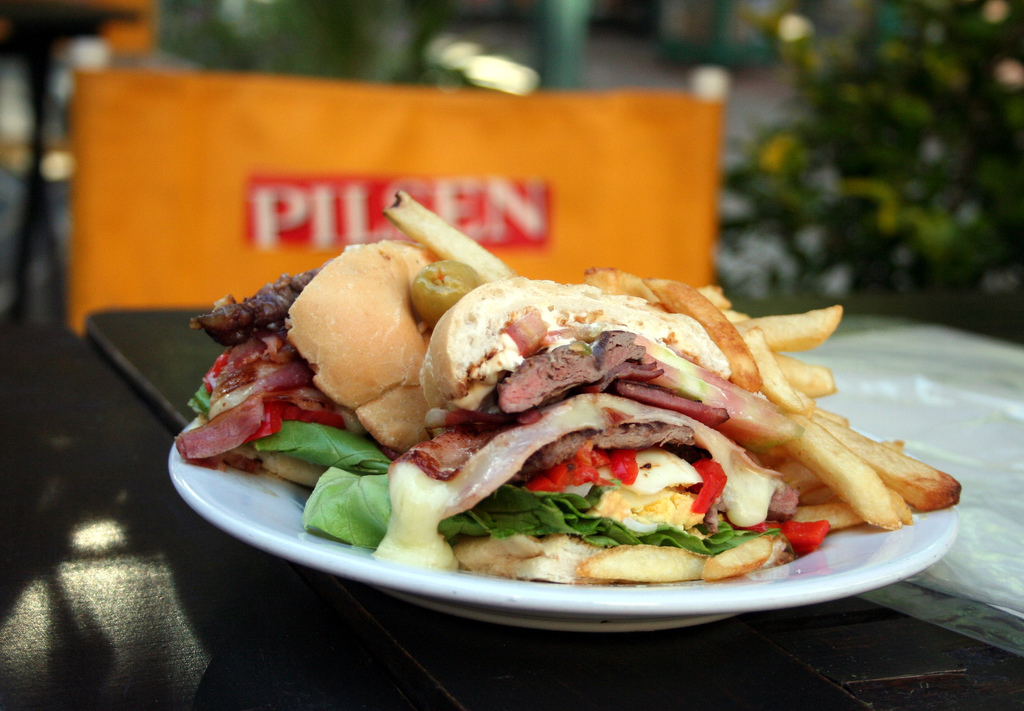
Сэндвич чивито со всеми ингредиентами

Чивито (исп. Chivito) — национальное блюдо Уругвая. Представляет собой сэндвич в булочке с тонким ломтиком нежного говяжьего стейка (чурраско) с моцареллой, ветчиной, помидорами, майонезом и чёрными или зелёными оливками, а также обычно беконом, жареными или сваренными вкрутую яйцами, часто с жареным картофелем по-французски. Могут быть добавлены другие ингредиенты, такие как красная свекла, горох, красный перец, приготовленный на гриле или на сковороде, и ломтики огурца.
В Аргентине такой бутерброд называется ломито (исп. lomito).

## Происхождение
Chivito — это уменьшительное от chivo, «козёл», и означает «козлёнок». В соседней Аргентине чивито, приготовленный на гриле козлёнок, является популярным блюдом асадо. Сообщается, что уругвайское чивито возникло в Пунта-дель-Эсте в Уругвае, в ресторане под названием «Бар Эль-Мехильон» в 1946 году, когда женщина из Аргентины заказала в спешке сэндвич с чивито, имея в виду козлёнка. У владельца ресторана Антонио Карбонаро не было этого мяса, и вместо него он использовал стейк из говяжьего филе.

## Вариации
Канадский чивито (исп. chivito canadiense) — разновидность сэндвича с добавлением панчеты.
Чивито можно подавать как блюдо, а не как бутерброд (чивито аль плато). Обычно его подают с русским салатом или картофелем фри.

## Фестиваль
Город Мальдонадо в Уругвае, проводит вечеринку чивито в день, близкий к Дню Мальдонадо, 19 октября. Мероприятия обычно включают дегустацию блюд, детские мероприятия (катание на пони, доение коров) и живую музыку и танцевальные выступления.